# Gunung Tok Reung
Gunung Tok Reung är en kulle i Indonesien.   Den ligger i provinsen Aceh, i den västra delen av landet, 1 600 km nordväst om huvudstaden Jakarta. Toppen på Gunung Tok Reung är 332 meter över havet.
Terrängen runt Gunung Tok Reung är varierad.Runt Gunung Tok Reung är det glesbefolkat, med 9 invånare per kvadratkilometer. I omgivningarna runt Gunung Tok Reung växer i huvudsak städsegrön lövskog.